# Me nước
Bài về loài thực vật khác cùng tên Me nước, xin xem thêm Dalbergia candenatensis.
Me nước hay còn gọi me keo, găng tây, keo tây, là một loài thực vật có hoa trong họ Đậu (Fabaceae). Loài này được (Roxb.) Benth. miêu tả khoa học đầu tiên.

## Mô tả
Cây gỗ có thể cao đến 10 m. Lá kèm biến đổi thành gai. Cuống lá chính dài 2-2,5 cm, mọc so le, phân thành hai cuống nhỏ dài 1 cm, mỗi cuống nhỏ mang hai lá chét, phiến lệch đến tù. Hoa nhỏ màu trắng mọc thành chùm ở đầu cành, gồm nhiều cụm hình đầu đường kính 0,8–1 cm. Quả dài 5–8 cm, rộng 1 cm, xoắn làm 2-3 lần cong queo thắt lại giữa các hạt. Hạt màu đen và bóng, nằm trong một lớp cơm quả.
Nơi sống và thu hái: Cây ở vùng nhiệt đới châu Mỹ, truyền vào Việt Nam, được trồng (thường trồng làm hàng rào) và trở thành hoang dại cả ở đồng bằng và miền núi. Trồng bằng hạt. Mùa hoa quả từ tháng 8 đến tháng 3 năm sau. Cơm quả (áo hạt) chín ăn được, có vị bùi và béo.

## Tính vị, công dụng
Theo Y học cổ truyền ở Việt Nam, vỏ và rễ cây me nước đều có tác dụng hạ nhiệt. Người ta có thể thu hái lá, rễ quanh năm để làm thuốc. Rễ thái nhỏ, phơi khô, lá thường dùng tươi. Lá me nước được dùng trị bệnh đái đường. Rễ dùng trị bệnh sốt rét. Thường dùng dưới dạng thuốc sắc, mỗi ngày 10-20 g.
Ở Guyana, vỏ cây được sử dụng làm thuốc trị sốt. Ở Ấn Độ, nước sắc vỏ dùng làm thuốc thụt chống táo bón .

## Một vài hình ảnh

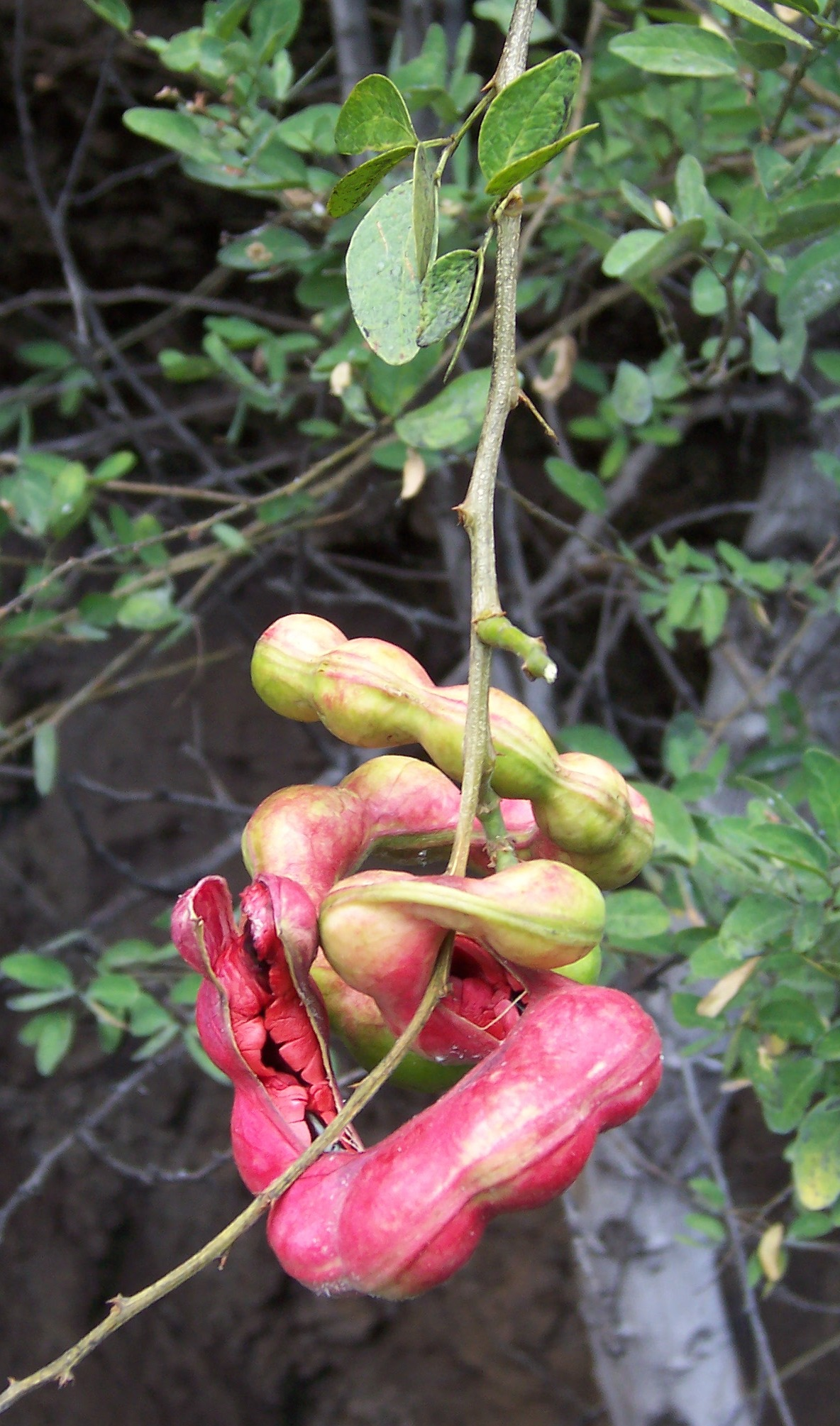
Quả me nước chín và sắp chín.
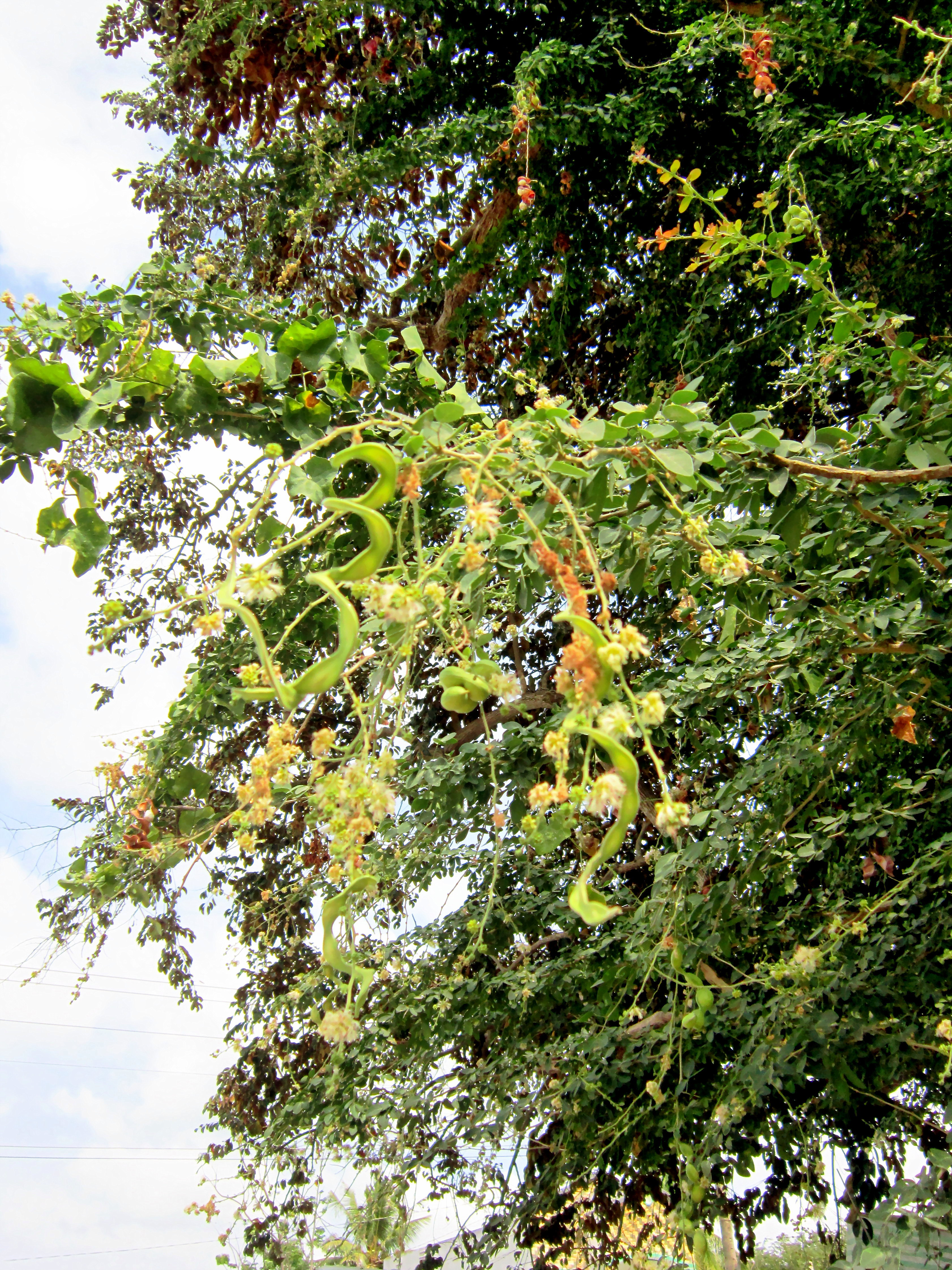
Quả me nước còn xanh.
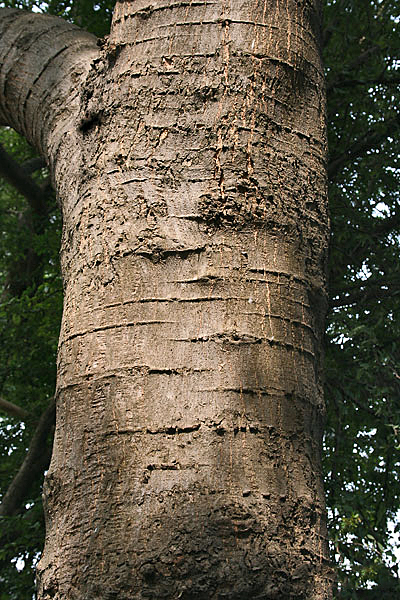
Thân cây me nước.